# 西郷従道
西郷 従道（さいごう じゅうどう / つぐみち、旧字体：西鄕 從道󠄁、1843年6月1日〈天保14年5月4日〉- 1902年〈明治35年〉7月18日）は、日本の政治家。最終階級は元帥海軍大将、陸軍中将。栄典は従一位大勲位功二級侯爵。名前は「つぐみち」だが、西郷家では「じゅうどう」が正訓となっている。
西郷隆盛の実弟であり、兄が「大西郷」と称されるのに対し、従道は「小西郷」と呼ばれている。
文部卿（第3代）、陸軍卿（第3代）、農商務卿（第2代）、元老、海軍大臣（初・4代）、内務大臣（第2・14代）、貴族院議員を歴任した。

## 経歴

### 青年期
薩摩国鹿児島城下加治屋町山之口馬場（下加治屋町方限、現在の鹿児島市加治屋町）に、西郷吉兵衛の三男として生まれる（幼名竜助）。剣術は薬丸兼義に薬丸自顕流を、兵学は伊地知正治に合伝流を学んだ。有村俊斎の推薦で薩摩藩主・島津斉彬に出仕し、茶坊主となって竜庵と号する。
文久元年（1861年）9月30日に還俗し、本名を隆興、通称を信吾（慎吾）と改名。斉彬を信奉する精忠組に加入し、尊王攘夷運動に身を投じる。
文久2年（1862年）、勤王倒幕のため京に集結した精忠組内の有馬新七らの一党に参加するも、寺田屋事件で藩から弾圧を受け、従道は年少のため帰藩謹慎処分となる。文久3年（1863年）、薩英戦争が起こると謹慎も解け、西瓜売りを装った決死隊に志願。戊辰戦争では、鳥羽・伏見の戦いで貫通銃創の重傷を負うも、各地を転戦した。

### 維新後

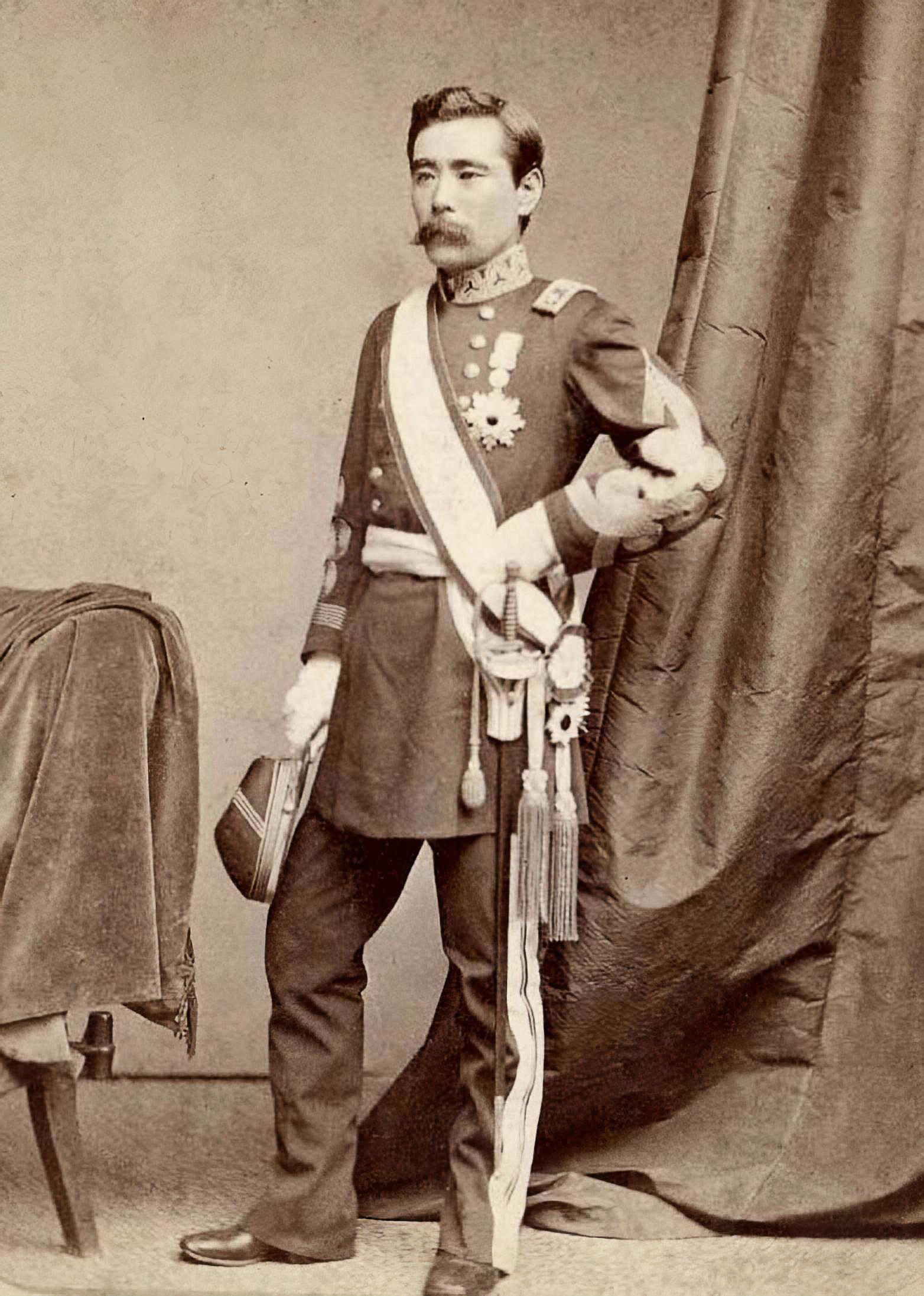
西郷従道（1876年）

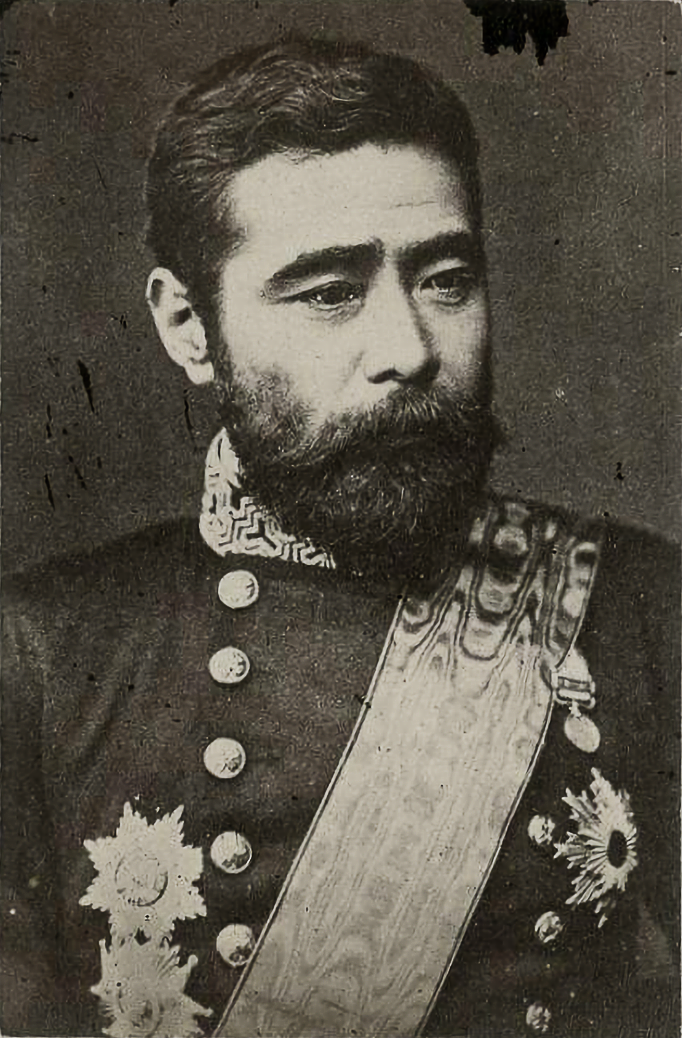
海軍大臣時代（1880年代）

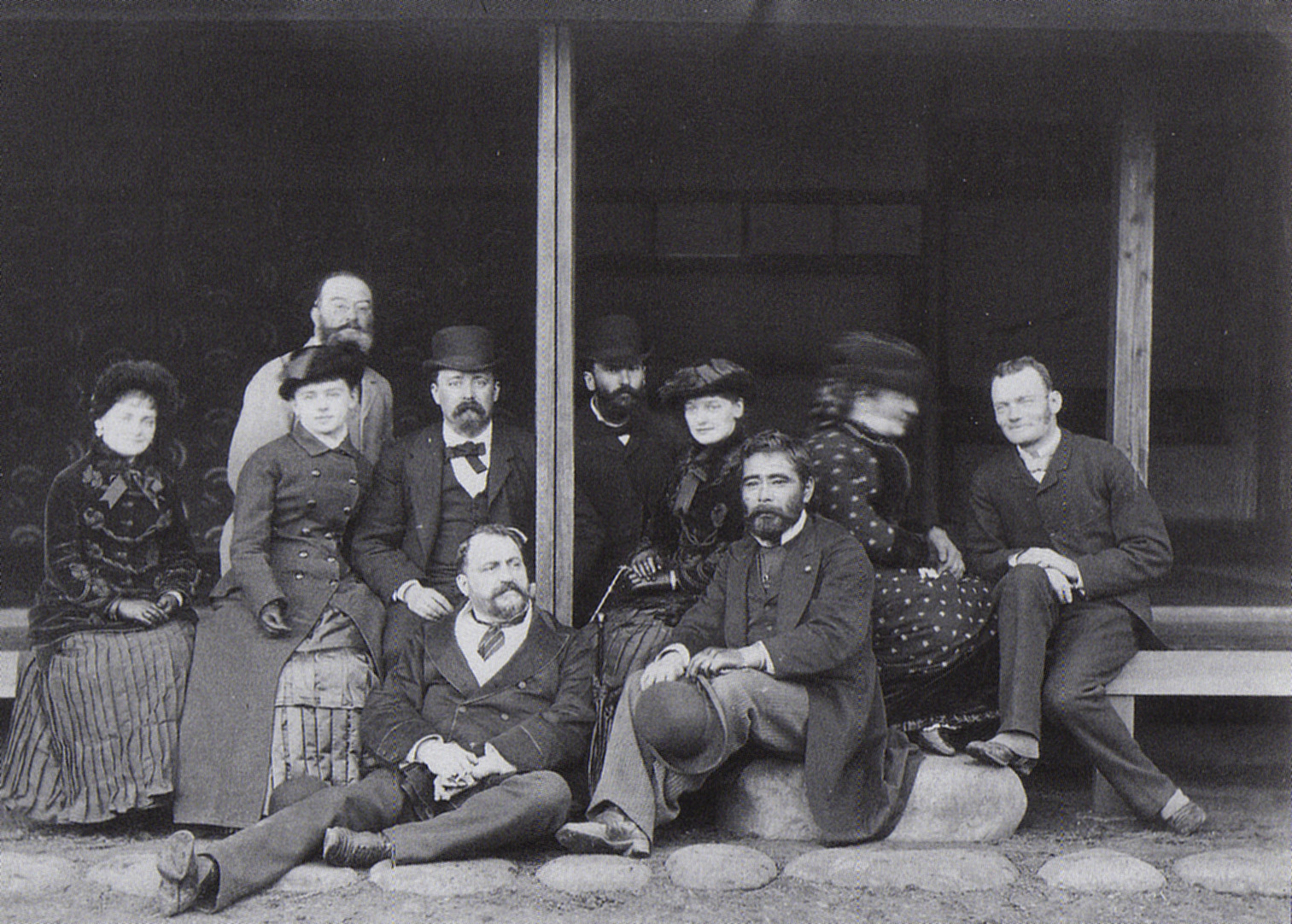
1882年、フェリーチェ・ベアト（前列左）を始めとする外国人らと

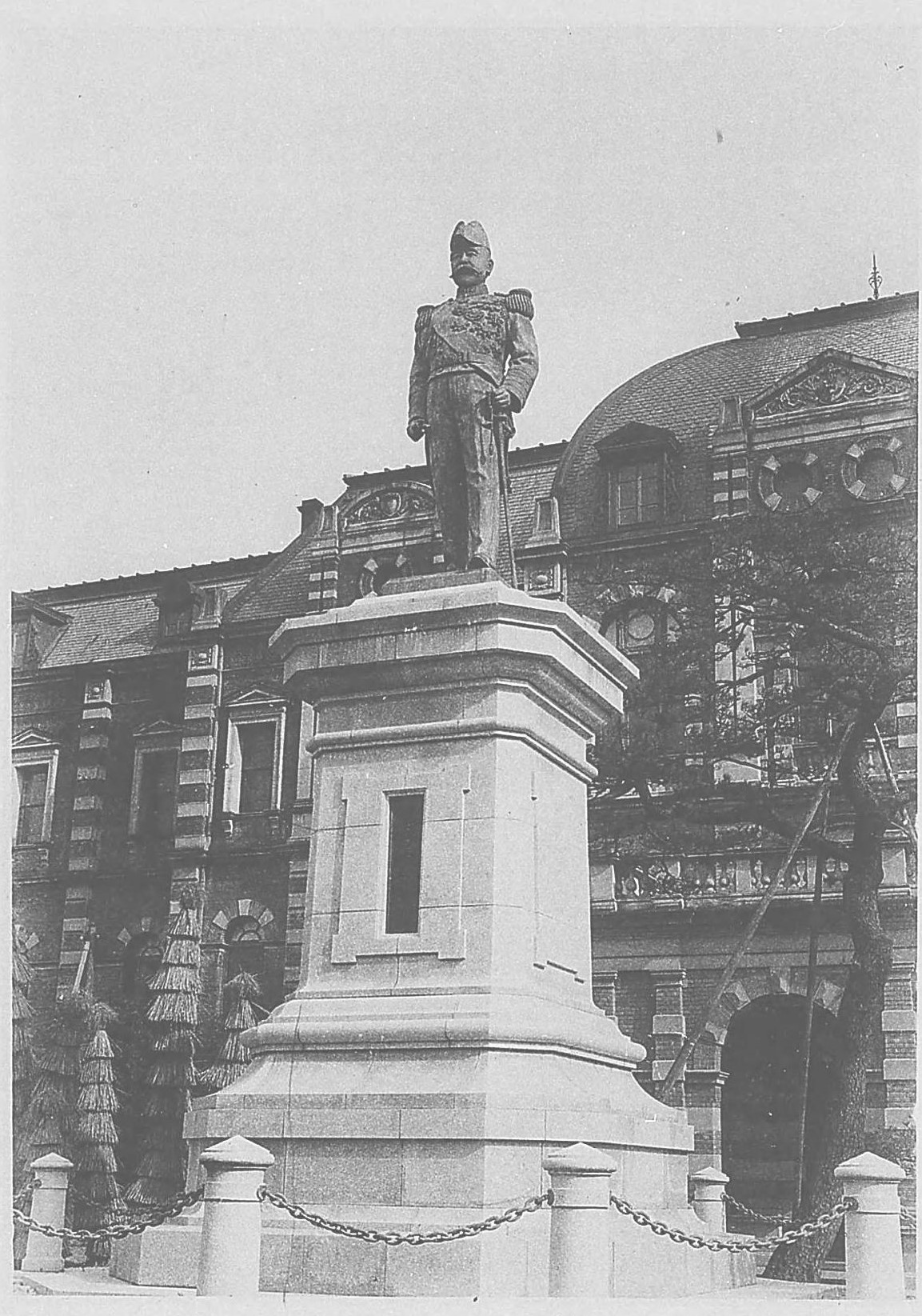
海軍省にあった銅像

明治維新後、太政官に名前を登録する際、「隆道」をリュウドウと口頭で登録しようとしたところ、訛っていたため役人に「ジュウドウ」と聞き取られ、「従道」と記録されてしまった。しかし特に気にせず、「従道」のままで通した。「従道」は諱であり、日常使用するのは通称である「信吾」であった。
1869年（明治2年）、山縣有朋と共に渡欧し軍制を調査。1870年（明治3年）7月晦日、横浜に帰着。同年8月22日に兵部権大丞に任じられ、正六位に叙せられる。
1871年（明治4年）7月、陸軍少将となる。
1873年（明治6年）には兄の隆盛が征韓論をめぐり下野する（明治六年政変）。薩摩藩出身者の多くが従うが、従道は政府に留まった。
1874年（明治7年）に陸軍中将となり、同年の台湾出兵では蕃地事務都督として軍勢を指揮する。
隆盛が1877年（明治10年）に西南戦争を起こした際、従道は隆盛に加担せず、陸軍卿の山縣有朋が政府軍を率いて九州へ出征したため、陸軍卿代理に就任し政府の留守を守った。以後は政府内で薩摩閥の重鎮として君臨した。西南戦争が終わった直後には近衛都督になり、大久保利通暗殺（紀尾井坂の変）直後の1878年（明治11年）には参議となり、同年末には陸軍卿になった。
明治十四年の政変では、伊藤博文とともに大隈重信邸を訪ね、大隈に辞表提出を促した。
1882年（明治15年）1月11日、黒田清隆が開拓使の長官を辞し、参議・農商務卿兼務のまま黒田の後任となり、同年2月8日に開拓使が廃止されるまで短期間ながら開拓長官を務めた。
1884年（明治17年）の華族令制定に伴い、維新時の偉功によって伯爵を授けられる。
甲申政変後の天津条約 (1885年4月)を結ぶ際には、伊藤博文らとともに、清国へ渡った。
内閣制度発足で初代海軍大臣に任命され、山本権兵衛を海軍省官房主事に抜擢して大いに腕を振るわせて、日本海軍を日清・日露の戦勝に導いた。
西郷は従兄の大山巌と同じく、細かい事務は部下に任せてほとんど口を出さず、失敗の責任は自らが取るという考えを持っており度量が大きかった。軍政能力に長けた山本が、その手腕をいかんなく発揮できたのは、西郷自身の懐の大きい性格のお陰だとも言われている。井上馨から海軍拡張案のことで尋ねられた際、「実はわしもわからん。部下の山本ちゅうのがわかっとるから、そいつを呼んで説明させよう」と言い、井上は山本の説明を受け納得したというエピソードがある。西郷隆盛や大山巌と同じく鷹揚で懐の深い人物であったとされるが、内務大臣在職中に起こった大津事件に際しては犯人の津田三蔵の死刑を強硬に主張し、大審院長の児島惟謙を恫喝するなど大変な圧力をかけた。これは津田を死刑にしなかった場合必ずロシア帝国による日本本土攻撃を招き、その結果日本の敗北・滅亡となる事を危惧した西郷の強い憂国ゆえの勇み足であったといわれている。
1892年（明治25年）には元老として枢密顧問官に任じられる。同年、品川弥二郎とともに国民協会を設立。
1894年（明治27年）に海軍大将となり、1895年（明治28年）8月5日には侯爵に陞爵（しょうしゃく）し、貴族院侯爵議員に就任した。
1898年（明治31年）に海軍軍人として初めて元帥の称号を受ける。内閣総理大臣候補に再三推されたが、兄・隆盛の逆賊行為を理由に断り続けた（大山巌も同様）。
1902年（明治35年）7月18日、胃癌のため目黒の自邸で薨去。享年60（59歳没）。当初青山霊園に葬られたが、後に多磨霊園に改葬。

## 栄典
位階
- 明治4年7月28日（1871年9月12日）- 従五位[8]
- 明治4年12月12日（1872年1月21日）- 正五位[8]
- 1873年（明治6年）11月15日 - 従四位[8][9]
- 1879年（明治12年）12月25日 - 正四位[8]
- 1884年（明治17年）12月27日 - 従三位[8][10]
- 1886年（明治19年）10月19日 - 従二位[8][11]
- 1895年（明治28年）12月20日 - 正二位[12]
- 1902年（明治35年）7月18日 - 従一位[13]

爵位等
- 1884年（明治17年）7月7日 - 伯爵[8][14]
- 1895年（明治28年）8月5日 - 侯爵[15]
- 1898年（明治31年）1月20日 - 元帥[16]

勲章等
| 受章年                     | 略綬 | 勲章名                   | 備考 |
| -------------------------- | ---- | ------------------------ | ---- |
| 1874年（明治7年）4月6日    |      | 馬具一脊・短銃一組       |      |
| 1876年（明治9年）2月22日   |      | 勲一等旭日大綬章         |      |
| 1876年（明治9年）2月22日   |      | 明治七年従軍記章         |      |
| 1889年（明治22年）11月25日 |      | 大日本帝国憲法発布記念章 |      |
| 1895年（明治28年）8月5日   |      | 功二級金鵄勲章           |      |
| 1895年（明治28年）8月5日   |      | 旭日桐花大綬章           |      |
| 1895年（明治28年）11月18日 |      | 明治二十七八年従軍記章   |      |
| 1902年（明治35年）6月3日   |      | 大勲位菊花大綬章         |      |

外国勲章佩用允許
| 受章年                     | 国籍           | 略綬 | 勲章名                               | 備考 |
| -------------------------- | -------------- | ---- | ------------------------------------ | ---- |
| 1880年（明治13年）6月15日  | フランス共和国 |      | レジオンドヌール勲章グランドフィシェ |      |
| 1882年（明治15年）2月2日   | ロシア帝国     |      | 1等聖アンナ勲章                      |      |
| 1887年（明治20年）7月5日   | ロシア帝国     |      | 白鷲勲章                             |      |
| 1887年（明治20年）7月11日  | ドイツ帝国     |      | 赤鷲第一等勲章                       |      |
| 1887年（明治20年）8月30日  | イタリア王国   |      | イタリア王冠勲章グラン・クローチェ   |      |
| 1887年（明治20年）8月30日  | ベルギー王国   |      | レオポルド勲章グランドコルドン       |      |
| 1887年（明治20年）10月30日 | ポルトガル王国 |      | キリスト勲章大十字章                 |      |

## 逸話
- ある会議で、某閣僚がわかりきったことを延々と述べて議論が行き詰まった際のこと。その閣僚が座ろうとした時に、隣席の西郷が椅子を引いたために尻餅をつき皆が大笑いしてしまい、これ以上議論をする空気ではなくなってしまったので、椅子を引かれた当人も苦笑いの内に引き下がり、会議は無事まとまったという。
- 相手の話をよく聞いて「成程、成程」と相槌を打ったことから「成程大臣」と渾名された。
- 面影が兄・隆盛に似ているとされ、エドアルド・キヨッソーネが隆盛の肖像画を作成する際、彼の顔写真が参考にされた（首から上は従道を、体の部分は大山巌を参考にしたといわれている）。
- 静岡県駿東郡楊原村（現・沼津市）に別荘を所有していた（ちなみに、別荘の沖合に存する島を通称 西郷島 という）。
- 横浜に設けられた日本レース・倶楽部で日本人としてはじめて参加が認められた日本人最初の馬主で、1875年（明治8年）には愛馬ミカンに騎乗して日本人馬主による初勝利をあげた。そのときの風刺漫画が残っている。
- 西郷農場のあった栃木県大田原市加治屋に、1903年（明治36年）建立の西郷神社に祭られている。
- 陸軍と海軍の両方で将官や閣僚を経験した人物は、西郷従道のみである（陸軍中将と海軍大将、陸軍卿と海軍大臣）。
- 従兄の大山巌と、会津出身の山川捨松の結婚が実現できるよう、従道が山川家の説得に尽力した。
- 1872年11月に神奈川県橘樹郡鶴見村(現在の横浜市鶴見区)名主佐久間権蔵事務所に匿名で訪問し、「この辺りで富士山のよく見える場所を案内もらいたい」と依頼した。横柄な官人と感じた事務所の書記黒川荘三は現在の総持寺付近の丘陵を案内した。その際に当時(成願寺の)「お墓山坂」と呼ばれた坂を上った時に汽車が鶴見駅に到着し、「この坂は、汽車を見返し坂だ」と吐露した。所用を終えた黒川は従道から手書きの奉書名刺を受け取ったところ「陸軍少輔　西郷従道」とあったことに驚いた。同時にお墓山坂を「見返し坂」に改称しようと村に働きかけて次第に定着したという。なお、後に焼失した能登の総持寺が成願寺隣接地に移転し、現在に至る[25]。

## 評価
- 松井広吉 「丸顔で眼が太く、鬚や髪の具合までが絵にかいた達磨で、殊に腕には太い鉄の輪をはめておられるので、その羅漢的な風貌など何としてもソックリ達磨だ。候の酒量は四升に上っても平気だと聞いて驚いた。候は征台役依頼の習慣で、毎朝蓐中で嗽いをし、宴会で大酒の場合など、食事をされぬとのことだが、酒量の大なのは余も舌を巻いた」[26]
- 原田指月 「資性磊落、且つ機智に富み、激しい聴かぬ気の英傑だった」[27]
- エドワード・S・モース 「私は彼を聡明な、魅力に富んだ人で、頭のさきから足の裏まで武人であると思った」[28]

## 家族・子孫
- 両親
  - 父：西郷吉兵衛（1803–1852）
  - 母：政佐（？–1853）

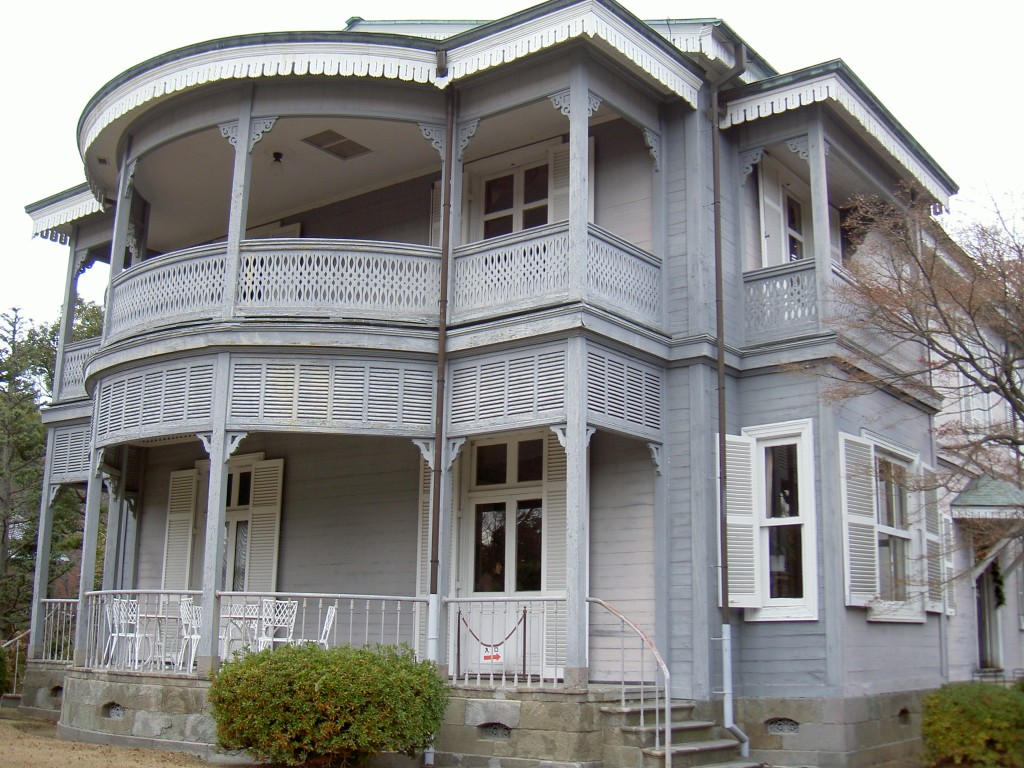
旧西郷従道住宅（国の重要文化財。1877年（明治10年）竣工。東京都目黒区上目黒にあったものを明治村へ移設）

- 兄弟・姉妹：西郷隆盛 / 西郷吉二郎 / 西郷小兵衛 / 琴 / 鷹 / 安
- 従兄弟：大山巌
- 妻：清子（1854–1928） - 得能良介の長女
- 子女
  - 長男：西郷従理（1874–1884） - 早世
  - 次男：西郷従徳（1878–1946）
  - 三男：西郷豊彦（1879–1959） - 陸軍少将、貴族院議員）
  - 四男：上村従義（1881–1937）
  - 五男：西郷従親（1881–1943） - 海軍機関大佐
  - 六男：西郷豊二（1882–1945）
  - 七男：小松従志（1883–1943） - 伯爵小松重春の養子
  - 娘：政子（1876–？） - 外交官楢原陳政の妻
  - 娘：栄子（1885–？） - 平岡良助の妻
  - 娘：桜子（1886–1985） - 公爵岩倉具張の妻
  - 娘：不二子（1891–1963） - 男爵・実業家古河虎之助の妻

### 子孫
- 孫：黒木従達（1917–1983） - 皇太子明仁親王（上皇明仁）の東宮侍従長
- 孫：古河従純（1904–1967）  - 古河合名会社社長
- 曾孫：古河潤之助 - 古河電気工業社長
- 曾孫：古河建純 - ニフティ社長
- 曾孫：西郷正道（1953年生）  - 駐ネパール大使
- 玄孫：西郷真悠子（1995年生）  - 女優  正道の娘。 NHK大河ドラマ『西郷どん』で従道の娘・桜子役を演じた[29][30]。なお、西郷は2024年11月に結婚を報告している[31]。
- 玄孫：古河潤一 - 古河林業社長
- 玄孫：正林督章 - 厚生労働省健康局長
- 玄孫：大藤桂子 - チェリスト

萬朝報
- 1898年（明治31年）9月1日　日刊新聞記事から「侯爵西郷従道は永田町岡田吉右衛門の娘ナカを妾とし、政子・従親・豊二・栄子・不二子の5人を挙ぐ。ナカは新橋の桃太郎とて有名の芸妓なりき。」

## 系譜
- 西郷氏

```
従道━┳従理
　　　┣政子
　　　┣従徳━━━┳従吾━━━従節━┳従洋
　　　┣豊彦　　　┣古河従純　　　　┗従英
　　　┣上村従義　┣従竜
　　　┣従親　　　┣従宏
　　　┣豊二　　　┣古河従靖
　　　┣小松従志　┗黒木従達
　　　┣栄子
　　　┣桜子
　　　┗不二子

```